# Костюченко, Владислав Сергеевич
Владисла́в Серге́евич Костюче́нко (род. 24 августа 1934, Батурин) — советский и российский индолог и историк философии. Доктор философских наук, доцент.

## Биография
Родился 24 августа 1934 года в с. Батурин Черниговской области.
В 1957 году окончил философский факультет МГУ имени М. В. Ломоносова.
В 1962 году окончил аспирантуру Институт народов Азии АН СССР.
В 1962—1973  годы работал в издательстве «Мысль», с 1965 года— заведующий редакцией литературы по истории философии (выпускающей серии «Философское наследие»).
В 1966 году защитил диссертацию на соискание учёной степени кандидата философских наук по теме «Философские взгляды Ауробиндо Гхоша».
В 1987 году защитил диссертацию на соискание учёной степени доктора философских наук по теме «Классическая веданта и неоведантизм».
В 1974—1994 года — доцент кафедры истории зарубежной философии философского факультета МГУ имени М. В. Ломоносова.

## Научная деятельность
В. С. Костюченко исследовал вопросы индийской философии, в первую очередь связанные с историей ведантистской традиции (содержание и соотношение главных ступеней её развития, соотношение основных школ Веданты, видоизменение традиции в новое и новейшее время, соотношение её с другими традициями). Изложил и обосновал идеи о зависимости типологии философских учений в Индии от типологии учений о человеке (моделирование «макрокосма», исходя из понимания «микрокосма»). А также о ведущей роли ведантистской традиции в становлении и осознании основных типов индийских учений о человеке. Исследовал вопрос о разработке главными направлениями классической веданты всей совокупности логически связанных разновидностей зарождающегося ещё в Ведах пантеистического мировоззрения. Изучил проблематику перерождения ведантистской традиции в Новое время под влиянием происходящих в индийской культуре процессов, типологически сходных с историческими процессами Возрождения, Реформации и Просвещения в европейской культуре, но видоизмененных под влиянием социальных, политических и культурных обстоятельств, связанных в свою очередь с обновлениями в индийском обществе и развитием общения «Восток — Запад».

## Научные труды

### Монографии
- Костюченко В. С. Интегральная веданта: (критический анализ философии Ауробиндо Гхоша) / В. С. Костюченко ; Акад. наук СССР, Ин-т философии. — М.: Наука, Главная редакция восточной литературы, 1970. — 189 с. — 3000 экз.
- Костюченко В. С. Вивекананда. — М.: Мысль, 1977. — 190 с. — (Мыслители прошлого). — 50 000 экз.
- Костюченко В. С. Классическая веданта и неоведантизм. — М.: Мысль, 1983. — 272 с. — 30 000 экз.
- Костюченко В. С. Шри Ауробиндо: многообразие наследия и единство мысли. — СПб.: Издательство «Адити», 1998. - 60 с.

### Статьи
- Костюченко В. С. Диалектические идеи в философии джайнизма // Философские науки. — 1975. — № 4.
- Костюченко В. С. Свами Вивекананда и индийский философский ренессанс // Философские науки. — 1976.
- Костюченко В. С. О некоторых особенностях древнеиндийского атомизма // Философские науки. — 1980. — № 1.
- Костюченко В. С. Философия Шанкары и неоведантизм // Общественная мысль независимой Индии. Прошлое и настоящее. — М., 1989.
- Костюченко В. С. Четыре пути к духовной свободе // Азия и Африка сегодня. — 1991. — № 8.
- Костюченко В. С. Неоведантизм // Новая философская энциклопедия: в 4 т / Ин-т философии РАН; Нац. обществ.-науч. фонд; Предс. научно-ред. совета В. С. Стёпин. — 2-е изд., испр. и допол.. — М.: Мысль, 2010. — ISBN 978-5-244-01115-9.